# Мемоари, намерени във вана
Мемоари намерени във вана е научнофантастичен роман на Станислав Лем, полският оригинал Pamiętnik znaleziony w wannie е публикуван за първи път през 1961 година.

## Сюжет
Действието се развива в далечното бъдеще, Мемоари намерени във вана е ужасяващ разказ от първа ръка на бюрократичен агент, хванат дълбоко в капана на тайните недра на огромен подземен военен комплекс. В наподобяващия Кафка водовъртеж от ужасяващо объркване и крайна лудост, той трябва да опитва да следва своите директиви по мисия за провеждане на „незабавно разследване на място. Провери. Търси. Разруши. Подстрекавай. Уведоми. Върху и изчерпателно. На n-тия ден n-тите часове в n-сектор на n-подсектор n-среща с N.“
Разказвачът обитава параноична антиутопия, където нищо не е такова, каквото изглежда, и хаос изглежда цари във всички събития, всички са дълбоко подозрителни към всеки. При опасност от загуба на съзнанието му, нашият герой започва воденето на дневник, и това е този дневник, в който се описват само няколко дни в живота му, който в крайна сметка е открит в едно бъдещо общество и получава званието Записки от Неоген. Мемоари намерени във вана е този далечен глас от миналото, тези Записки от Неоген.

## Цитати
„Аз ще ти разкажа. Ти си млад, но ти си един от нас, така както и аз съм един от нас, за това ще ти разкажа. Всичко. Сега посочи някой от нас... но той също – знаеш – може да прецениш, нали?“
„Той не е – един от нас“, казах аз.
„Точно така! Можеш да прецениш! Но в някои случаи – не можеш да кажеш със сигурност. Мислиш, че някой е от нас, но те стигат до него и след това той повече не е бил – тогава ние стигаме до него и той вече е бил – но той все още трябва да изглежда сякаш не е, това е, той само изглежда, че е! Но те ще подразумеят за него – и сега той не е отново, но той трябва да изглежда, че не е – или ние ще схванем – и това е тройно!“